# Your Highness (film)
Your Highness är en amerikansk komisk fantasyfilm från 2011 i regi av David Gordon Green.

## Handling
När prins Fabious blivande brud kidnappas ger han sig ut för att rädda henne, tillsammans med sin hopplöse bror Thadeous.

## Rollista i urval
- Danny McBride - prins Thadeous
- James Franco - prins Fabious
- Natalie Portman - Isabel
- Zooey Deschanel - Belladonna
- Justin Theroux - Leezar
- Toby Jones - Julie
- Damian Lewis - Boremont
- Rasmus Hardiker - Courtney
- Caroline Grace Cassidy - jungfrun
- Simon Farnaby - Manious den djärve
- Charles Dance - kung Tallious
- Charles Shaughnessy - berättaren